# Naisten SM-sarja 1994/95
Die Saison 1994/95 war die 13. Austragung der höchsten finnischen Fraueneishockeyliga, der Naisten SM-sarja. Die Ligadurchführung erfolgte durch den finnischen Eishockeybund Suomen Jääkiekkoliitto. Den Meistertitel sicherte sich zum zweiten Mal in Folge die Keravan Shakers. Ässät Pori und Sport Vaasa stiegen in die zweite Spielklasse, die I-Divisioona, ab.

## Modus
Zunächst wurde mit den acht teilnehmenden Mannschaften eine Vorrunde mit Hin- und Rückspiel ausgetragen. Anschließend folgte die Hauptrunde der sechs besten Mannschaften als Einfachrunde. Für einen Sieg gab es 2 Punkte, für ein Unentschieden einen.
Die ersten vier Mannschaften der Hauptrunde qualifizierten sich für das Play-off-Halbfinale.

## Vorrunde
| Platz | Name                   | Spiele | S  | U | N  | Tore    | Punkte |
| ----- | ---------------------- | ------ | -- | - | -- | ------- | ------ |
| 1.    | Keravan Shakers        | 14     | 14 | 0 | 0  | 128:014 | 28     |
| 2.    | Ilves Tampere          | 14     | 11 | 0 | 3  | 097:022 | 22     |
| 3.    | KalPa                  | 14     | 10 | 0 | 4  | 062:033 | 20     |
| 4.    | Kärpät Oulu            | 14     | 8  | 0 | 6  | 068:039 | 16     |
| 5.    | Kiekko-Espoo           | 14     | 5  | 0 | 9  | 034:064 | 10     |
| 6.    | Joensuun Kiekko-Karhut | 14     | 4  | 0 | 10 | 036:072 | 8      |
| 7.    | Ässät Pori             | 14     | 4  | 0 | 10 | 031:092 | 8      |
| 8.    | Sport Vaasa            | 14     | 0  | 0 | 14 | 018:138 | 0      |

Spiel um Platz 6
- Kiekko-Karhut - Ässät Pori 5:3

## Hauptrunde

### Tabelle
(kumulierte Tabelle aus Vor- und Hauptrunde)
| Platz | Name            | Spiele | S  | U | N  | Punkte  | Tore |
| ----- | --------------- | ------ | -- | - | -- | ------- | ---- |
| 1.    | Keravan Shakers | 24     | 23 | 0 | 1  | 203:031 | 46   |
| 2.    | Ilves           | 24     | 20 | 0 | 4  | 152:039 | 40   |
| 3.    | KalPa           | 24     | 14 | 1 | 9  | 095:061 | 29   |
| 4.    | Kärpät Oulu     | 24     | 12 | 1 | 11 | 106:074 | 25   |
| 5.    | Kiekko-Karhut   | 24     | 7  | 0 | 17 | 064:129 | 14   |
| 6.    | Kiekko-Espoo    | 24     | 5  | 0 | 19 | 049:154 | 10   |

### Beste Scorer
Quelle: eliteprospects.com; Abkürzungen: Sp = Spiele, T = Tore, V = Assists, Pkt = Punkte, SM = Strafminuten; Fett: Bestwert
| Spieler              | Mannschaft | Sp | T  | V  | Pkt | SM |
| -------------------- | ---------- | -- | -- | -- | --- | -- |
| Sari Fisk            | Ilves      | 24 | 32 | 26 | 58  | 6  |
| Johanna Ikonen       | Shakers    | 23 | 26 | 23 | 49  | 14 |
| Katja Riipi          | Kärpät     | 24 | 22 | 27 | 49  | 30 |
| Marika Lehtimäki     | Ilves      | 24 | 21 | 28 | 49  | 0  |
| Katja Lavonius       | Shakers    | 22 | 25 | 18 | 43  | 12 |
| Sanna Lankosaari     | Kärpät     | 24 | 29 | 12 | 41  | 6  |
| Kati Kovalainen      | KalPa      | 23 | 28 | 13 | 41  | 10 |
| Anne Haanpää         | Shakers    | 21 | 20 | 20 | 40  | 19 |
| Marianne Ihalainen   | Ilves      | 24 | 23 | 14 | 37  | 8  |
| Jonna Norppa-Rahkola | Shakers    | 23 | 18 | 19 | 37  | 6  |

## Play-offs

### Halbfinale
Die Halbfinalpaarungen sind nicht bekannt. Das Finale erreichten die Keravan Shakers und Ilves Tampere.

### Spiel um Platz 3
- Kalpa - Kärpät Oulu

### Finale
Die Finalspiele wurden von den Keravan Shakers gewonnen.
- Keravan Shakers - Ilves Tampere

### Kader des Finnischen Meisters
| Finnischer Meister Keravan Shakers | Torhüter: Kati Ahonen, Tiina Heimonen, Nina Wiik Verteidiger: Anne Haanpää, Päivi Halonen, Satu Huotari, Johanna Ikonen, Katri-Helena Luomajoki Stürmer: Susanne Ceder, Auli Harinen, Marie Jordan, Taina Kiljunen, Katja Lavonius, Jonna Norppa-Rahkola, Niina Oksman, Anna-Liisa Pälvilä, Susan Reima, Heli Romu Trainer: Aki Ropponen |

### Beste Scorer
Quelle: eliteprospects.com; Abkürzungen: Sp = Spiele, T = Tore, V = Assists, Pkt = Punkte, SM = Strafminuten; Fett: Bestwert
| Spieler                | Mannschaft | Sp | T | V | Pkt | SM |
| ---------------------- | ---------- | -- | - | - | --- | -- |
| Anne Haanpää           | Shakers    | 6  | 7 | 2 | 9   | 8  |
| Johanna Ikonen         | Shakers    | 6  | 2 | 6 | 8   | 4  |
| Marika Lehtimäki       | Ilves      | 5  | 4 | 3 | 7   | 0  |
| Satu Huotari           | Shakers    | 6  | 1 | 6 | 7   | 6  |
| Anna-Liisa Pälvilä     | Shakers    | 6  | 5 | 1 | 6   | 0  |
| Heli Romu              | Shakers    | 6  | 2 | 4 | 6   | 10 |
| Katri-Helena Luomajoki | Shakers    | 6  | 1 | 5 | 6   | 4  |
| Sari Fisk              | Ilves      | 5  | 2 | 3 | 5   | 0  |